# Église d'Islande

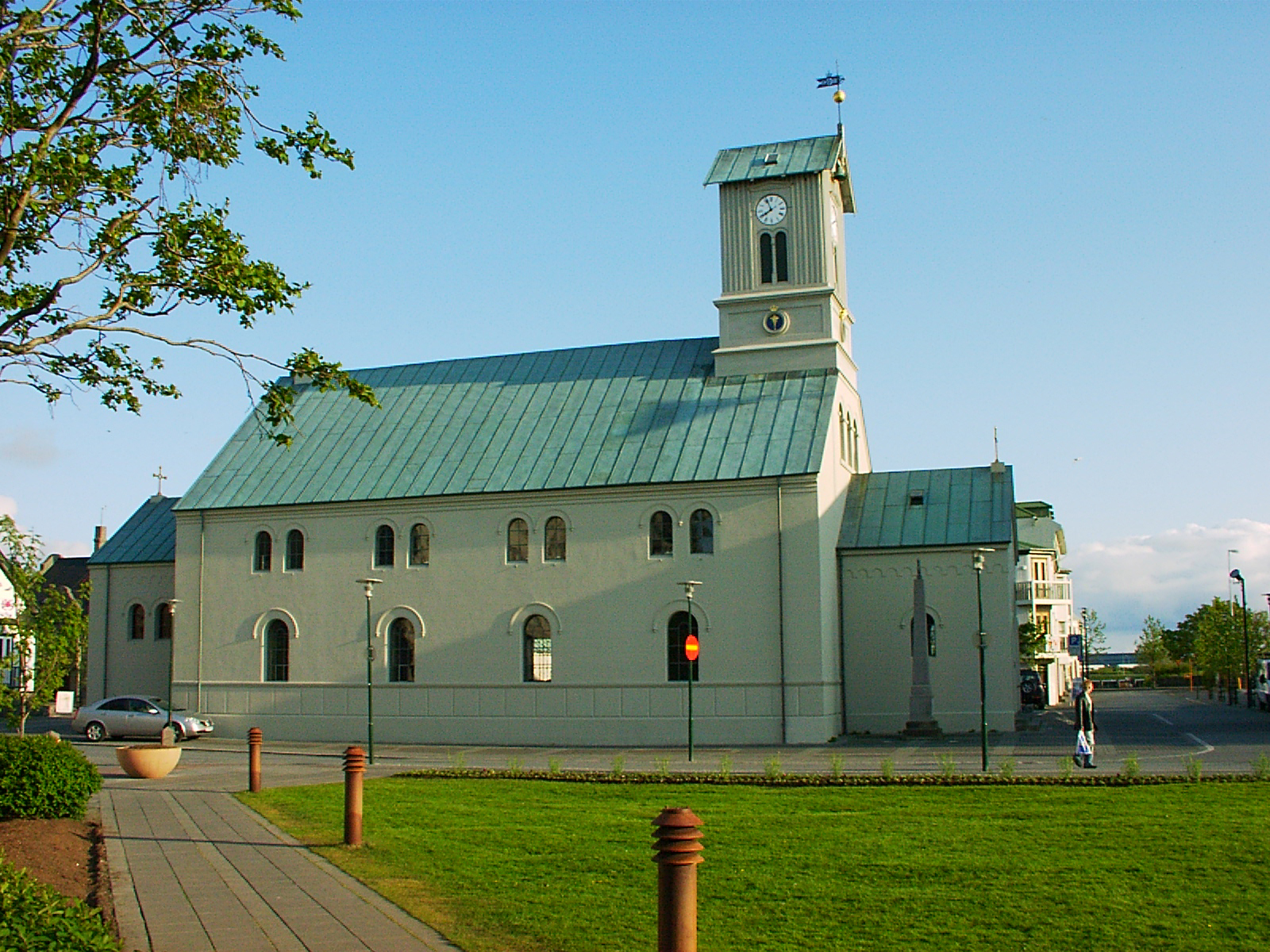
La Cathédrale luthérienne de Reykjavik.

L'Église d'Islande, en islandais Íslenska þjóðkirkjan, ou Église évangélique-luthérienne d'Islande est l'église nationale en Islande. Elle est de confession luthérienne et a le statut de religion d'État.
L'Église d'Islande est membre de la Fédération luthérienne mondiale. Elle adhère à la Communion de Porvoo.

## Organisation
L'ensemble du territoire islandais forme un diocèse unique qui fut créé en 1801, par la fusion des anciens diocèses islandais d'origine situés respectivement à Skálholt et Hólar, accueillant désormais les deux évêques suffragants. Le siège de ce diocèse est installé à Reykjavik, la capitale, depuis 1806.

## Liste des évêques de Reykjavik depuis 1801
- 1801–1823 : Geir Vídalín, évêque de Skálholt depuis 1797.
- 1824–1845 : Steingrímur Jónsson
- 1846–1866 : Helgi G. Thordersen
- 1866–1889 : Pétur Pétursson
- 1889–1908 : Hallgrímur Sveinsson
- 1908–1916 : Þórhallur Bjarnason
- 1917–1939 : Jón Helgason
- 1939–1953 : Sigurgeir Sigurðsson
- 1954–1959 : Ásmundur Guðmundsson
- 1959–1981 : Sigurbjörn Einarsson
- 1981–1989 : Pétur Sigurgeirsson
- 1989–1997 : Ólafur Skúlason
- 1998–2012 : Karl Sigurbjörnsson
- 2012–2024 : Agnes M. Sigurðardóttir
- 2024-     : Guðrún Karls Helgudóttir